# Бруштейн, Александра Яковлевна
Алекса́ндра Я́ковлевна Бруште́йн (урождённая Вы́годская; 11 (23) августа 1884, Вильна, Российская Империя — 20 сентября 1968, Москва, СССР) — русская советская писательница, драматург и автор воспоминаний.

## Биография
Родилась 11 августа (по старому стилю) 1884 года в семье врача, общественного деятеля и писателя на идише Якова Эхелевича (Ефимовича) Выгодского и его жены Елены Семёновны (Гени Шимоновны) Выгодской (в девичестве Ядловкиной, 1862—1941), также из врачебной семьи — её отец, статский советник Семён Михайлович (Шимон Михелевич) Ядловкин (1835 — 11 февраля 1888), был военным и театральным врачом в Каменец-Подольске. Родители заключили брак 1 сентября 1883 года в Каменец-Подольском.
Окончила Бестужевские высшие женские курсы. Участвовала в революционном движении, работала в организации «Политический красный крест помощи политическим заключённым и ссыльным революционерам» (1907—1916).
После Октябрьской революции участвовала в кампании по ликвидации безграмотности, организовывала в Петрограде школы грамоты, занималась созданием репертуара для детских театров. Член ВКП(б) с 1942 года.
Создала более 60 пьес, главным образом для детей и юношества («Май», «Голубое и розовое», «Единая боевая», «День живых», «Так было»), автор оригинальных обработок-инсценировок классики («Дон Кихот» (1928), «Хижина дяди Тома» (1948), «Жестокий мир» по Диккенсу (1954), некоторые из которых были опубликованы под псевдонимом А. Я. Нирге), а также книга воспоминаний «Страницы прошлого» (1952). Наиболее известна автобиографическая трилогия «Дорога уходит в даль…»:
- «Дорога уходит в даль…» (1956),
- «В рассветный час» (1958),
- «Весна» (1961) (см. здесь её подробнейший рассказ о деле Дрейфуса)
- «Цветы Шлиссельбурга»
- «Вечерние огни» (1963)

Сборник пьес издан в 1956 году.

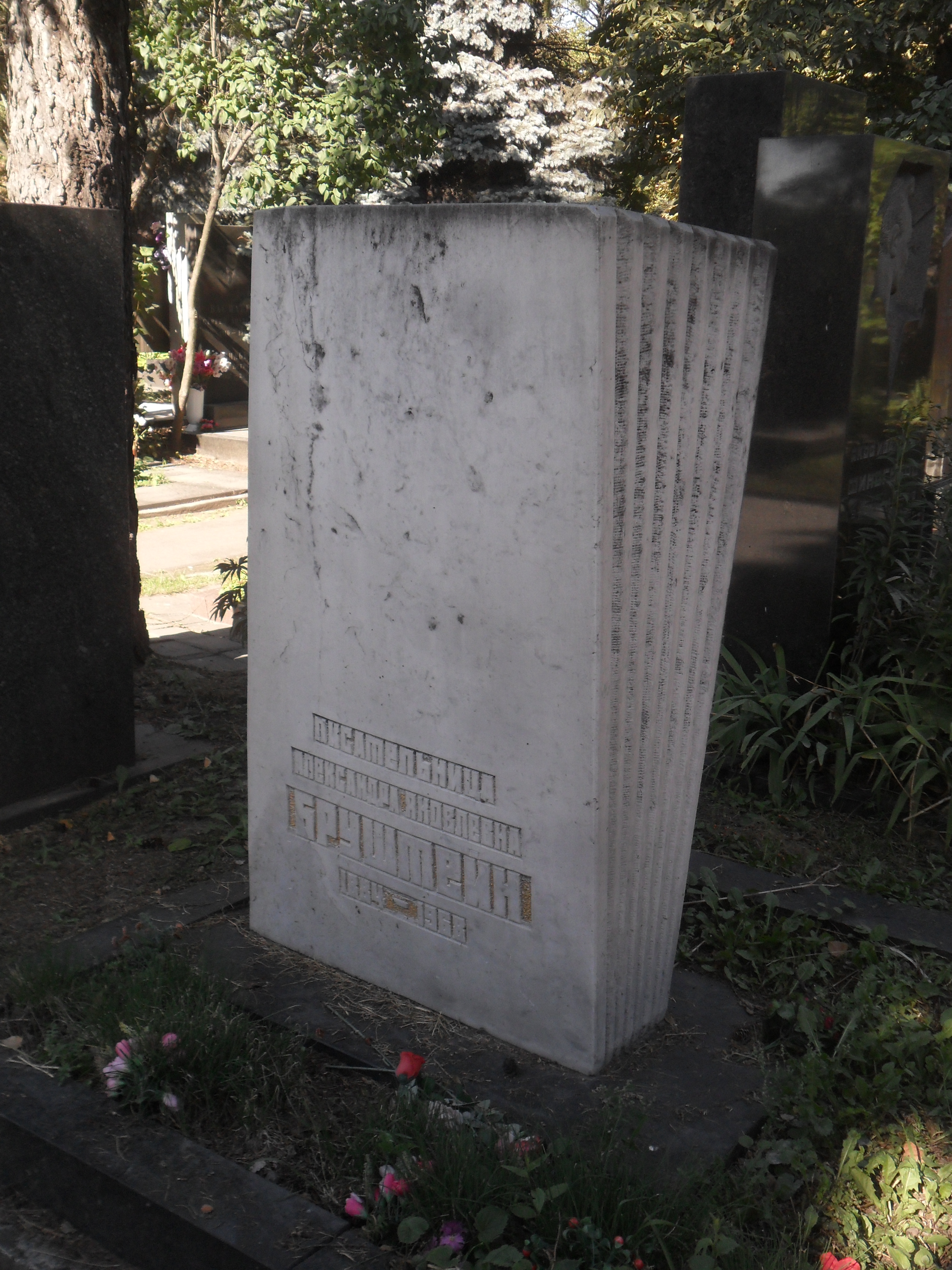
Могила Бруштейн на Новодевичьем кладбище Москвы.

Умерла 20 сентября 1968 года в Москве.

## Семья
- Муж (с 2 мая 1903 года) — заслуженный деятель науки РСФСР (1927), профессор кафедры физиотерапии Ленинградского института усовершенствования врачей Сергей Александрович (Израилевич-Мовшевич) Бруштейн (1873—1947), основатель и директор Государственного физиотерапевтического института в Ленинграде, один из основоположников советской физиотерапии и организаторов системы усовершенствования врачей[10].
  - Сын — инженер-механик Михаил Сергеевич Бруштейн (1907, Петербург — 1965, Москва), участник Великой Отечественной войны (инженер-капитан), кавалер ордена Красной Звезды (1945)[11][12], главный инженер кондитерской фабрики «Красный Октябрь», автор книги «Кондитерская промышленность» (Москва: Пищепромиздат, 1954) и ряда изобретений (способы приготовления карамельной массы, заменителя масла какао, помады, ирисной массы, выборки корпуса конфет из резиновых форм)[13].
  - Дочь — Надежда Сергеевна Надеждина (1904—1979), балетмейстер, создатель ансамбля народного танца «Берёзка»[14]. Её муж — художник и график Владимир Васильевич Лебедев.
- Младший брат — Семён Яковлевич Выгодский (1892—1956), инженер-гидростроитель, кандидат технических наук, автор монографий «Гидротехнические бетоны» (1937), «Методы контроля бетона в гидротехнических сооружениях» (1940), «Что нужно знать бетонщику на строительстве гидроэлектростанций» (1950, 1952), «Исследование работы железобетонных облицовок деривационных каналов, основы их конструирования и возведения» (1953).
- Дядя — офтальмолог и учёный-медик, заведующий кафедрой глазных болезней Ленинградского института усовершенствования врачей (1927—1937) Гавриил Ефимович Выгодский (1863—1939).
  - Его сын — историк Александр Гаврилович Выгодский (погиб в 1941 году)[15][16].
- Дядя — Лазарь Эхелевич Выгодский (1868—?), врач-оторинолагинголог в Императорском клиническом институте Великой княгини Елены Павловны.
- Двоюродная сестра — востоковед-японист Евгения Максимовна Колпакчи.

## Архив
Крупный фонд А. Я. Бруштейн хранится в Российском государственном архиве литературы и искусства и состоит из 761 единицы хранения за 1896—1968 гг. Его основу, наряду с рукописями произведений, фотографиями и другими документами, составляют обширные переписки. Среди адресатов писательницы и её корреспондентов − известные писатели, поэты, ученые, актёры и театральные деятели: Н. П. Акимов, Ал. Алтаев, П. Г. Антокольский, А. И. Безыменский, Ф. А. Вигдорова, П. П. Гайдебуров, А. Л. Гриппич, А. А. Крон, И. В. Мейерхольд, В. Ф. Панова, К. Г. Паустовский, В. С. Розов, Н. И. Сац, Л. И. Славин, К. И. Чуковский, М. С. Шагинян, Е. Л. Шварц и многие другие. Также в фонде сохранились сотни адресованных Бруштейн дарственных надписей от разных лиц на титульных листах их книг.